# BMW R 1300 R
Die BMW R 1300 R ist ein unverkleidetes Motorrad des Fahrzeugherstellers BMW.
Der Roadster wurde im März 2025 von BMW inoffiziell angekündigt und ab Juni geliefert. Nach dem seit Ende 2023 erhältlichen Schwestermodell R 1300 GS ist es, zusammen mit den zur gleichen Zeit eingeführten R 1300 RS und R 1300 RT das zweite Motorrad mit dem neu entwickelten 1300-cm³-Boxermotor.
Der Grundpreis betrug bei Verkaufsbeginn in Deutschland 16.450 Euro, mit Vollausstattung deutlich über 20.000 €. In Österreich war die R 1300 R bei ihrer Einführung ab 18.390 € erhältlich, in der Schweiz ab 16.400 Fr.